# 鈴木董
鈴木 董（すずき ただし、1947年9月19日 - ）は、日本の歴史学者。東京大学名誉教授。専門は、西アジア・イスラム世界の政治文化研究で、オスマン帝国を主なフィールドとする。

## 略歴・人物
1947年、神奈川県藤沢市生まれ。1966年神奈川県立湘南高等学校を卒業後、東京大学文科一類入学、法学部第三類（政治学コース）へ進み、1970年東京大学法学部を卒業後、同大学院法学政治学研究科修士課程に入り、政治学・政治史・政治思想史を学ぶ傍ら、文学部で開講されていた護雅夫のトルコ語の授業に出席した。1972年、同大学院法学政治学研究科修士課程を修了し、博士課程に進学した。同年9月よりトルコ・イスタンブル大学に留学。1975年、帰国。1979年、東京大学博士課程を中退し、同年4月より日本学術振興会奨励研究員となる。
1980年4月立教大学法学部助手に就任、1982年3月に退職、4月より千葉大学法経学部・人文学部・教養部、東海大学文学部、専修大学法学部などで非常勤講師を務めた。同年9月に、論文「オスマン・トルコ支配エリートの研究」を東京大学に提出して法学博士の学位を取得。1983年には、東京大学東洋文化研究所助教授、1991年に同研究所 教授に就任。2012年3月定年退官、名誉教授の称号を受ける。
この間1996年-1997年に、トルコ国立イスタンブル大学文学部客員教授、1997年にトルコ国立エルジエス大学（カイセリ市）文理学部客員教授を務めた。
2011年4月よりから専修大学講師。

## 研究内容・業績、思想
- 専門書以外にも、トルコのグルメを紹介する本を数冊出版している。

### イスラムへの評価
- オスマン帝国時代の「パクス[11]・イスラミカ（イスラームの平和）」とその根幹であるズィンミー制度については高く評価し、同時代のキリスト教社会の諸国に比して宗教的に寛容で、民族・宗教紛争やユダヤ人迫害なども極めて少なかったと賞賛している。同時に、現代においてはこのようなイスラームの絶対的優越の元での不平等の共存は、共存の論理というよりは差別の論理として受け取られるだろうとその限界も指摘している。

### 受賞・名誉学位
※以下『鈴木董先生をお迎えして, 略歴、p.172』より
- 2008年：トルコ国財団法人トルコ文化奉仕財団トルコ世界トルコ言語功労賞 受賞
- 2009年：キルギス・トルコ・マナス大学（キルギス共和国）より名誉博士号を授与される[12]
- 2014年：トルコ共和国功労勲章 受勲
- 2015年：トルコ歴史学協会 名誉会員選任

## 著書

### 単著
- 『オスマン帝国―イスラム世界の「柔らかい専制」』（講談社現代新書、1992年）ISBN 978-4061490970
- 『オスマン帝国の権力とエリート』（東京大学出版会、1993年）ISBN 978-4130300902
- 『イスラムの家からバベルの塔へ―オスマン帝国における諸民族の統合と共存』（リブロポート、1993年）ISBN 978-4845708307
- 『食はイスタンブルにあり―君府名物考』（NTT出版、1995年／講談社学術文庫、2020年）ISBN 978-4065208366
- 『オスマン帝国とイスラム世界』東京大学出版会、1997年。ISBN 978-4130301114。
- 『オスマン帝国の解体―文化世界と国民国家』（筑摩書房〈ちくま新書〉、2000年／講談社学術文庫、2018年）ISBN 978-4062924931
- 『世界の食文化9 トルコ』（農山漁村文化協会、2003年）ISBN 978-4540032189
- 『ナショナリズムとイスラム的共存』（千倉書房、2007年）ISBN 978-4805108932
- 『文字と組織の世界史』（山川出版社、2018年9月）ISBN 978-4634150584
- 『大人のための「世界史」ゼミ』（山川出版社、2019年9月）ISBN 978-4634151505
- 『文字世界で読む文明論 比較人類史七つの視点』（講談社現代新書、2020年）ISBN 978-4065201473
- 『オスマン帝国の世界秩序と外交』（名古屋大学出版会、2023年）ISBN 978-4815811174

### 編著
- 『図説 イスタンブル歴史散歩』（写真大村次郷、河出書房新社、1993年）ISBN 978-4309724218
- 『パクス・イスラミカの世紀　新書イスラームの世界史 2』（講談社現代新書、1993年）ISBN 978-4061491663
- 『中東人国記』（総合法令、1994年）ISBN 978-4893463838
- 『暮らしがわかるアジア読本 トルコ』（河出書房新社、2000年）ISBN 978-4309724683
- 『オスマン帝国史の諸相』（東京大学東洋文化研究所研究報告：山川出版社、2012年）ISBN 978-4634672253
- 『悪の歴史：隠されてきた「悪」に焦点をあて、真実の人間像に迫る 西洋編(上)・中東編』（清水書院、2017年）ISBN 978-4389500665
- 『侠の歴史：士は己を知る者のために死す、「俠」に生きた勇者たち 西洋編(上)・中東編』（清水書院、2020年）ISBN 978-4389501242
- 『帝国の崩壊：歴史上の超大国はなぜ滅びたのか』上・下巻（山川出版社、2022年）ISBN 978-4634152120, 978-4634152137
- 『講義 宗教の「戦争」論 : 不殺生と殺人肯定の論理』（山川出版社、2024年）NCID BD08106270

### 共編著
- （田中治男・木村雅昭）『フランス革命と周辺国家』（リブロポート、1992年）ISBN 978-4845707423
- （佐藤次高）『都市の文明イスラーム　新書イスラームの世界史 1』（講談社現代新書、1993年）ISBN 978-4061491625
- （坂本勉）『イスラーム復興はなるか　新書イスラームの世界史 3』（講談社現代新書、1993年）ISBN 978-4061491755
- （木村崇・篠野志郎・早坂眞理）『カフカース――二つの文明が交差する境界』（彩流社、2006年）ISBN 978-4779112157
- （近藤二郎・赤堀雅幸と編集代表）『中東・オリエント文化事典』（丸善出版、2020年）ISBN 978-4621305539
- （岡本隆司共著）『歴史とはなにか 新しい「世界史」を求めて』（山川出版社、2021年）ISBN 978-4634151857